# Morti nel 1299
| Questa pagina contiene informazioni ricavate automaticamente dalle voci biografiche con l'ausilio del template Bio e di un bot. L'aggiornamento è periodico e automatico e ricostruisce completamente la pagina. Se manca una persona in questa lista, sei pregato di non aggiungerla, ma accertati piuttosto che la sua voce biografica contenga il template Bio e che i dati anagrafici siano correttamente compilati. Se il template Bio manca, inseriscilo tu stesso o, in alternativa, metti l'avviso {{tmp\|Bio}} che ne segnala la mancanza. Se i dati riportati sono sbagliati, correggi direttamente la voce biografica; le modifiche saranno visibili in questa lista entro pochi giorni. Per chiarimenti vedi il progetto biografie. La lista contiene solo le 20 persone che sono citate nell'enciclopedia e per le quali è stato implementato correttamente il template Bio. Pagina aggiornata al 18 apr 2025. |

- 15 gennaio - Guido II da Correggio, politico italiano (n. 1225)
- 16 gennaio - Lajin, sultano egiziano
- 23 febbraio - Raimondo della Torre, patriarca cattolico italiano
- 20 maggio - Dovmont di Pskov, russo (n. 1240)
- 4 luglio - Corrado I Lancia, politico e militare italiano
- 15 luglio - Eirik II di Norvegia, sovrano norvegese (n. 1268)
- 20 settembre - Giovanni II Malatesta, condottiero italiano
- 23 settembre - Nicolas de Nonancour, cardinale francese
- 14 ottobre - Giovanni II di Meclemburgo, principe (n. 1250)
- 10 novembre - Giovanni I d'Olanda, nobile olandese (n. 1284)
- 31 dicembre - Margherita d'Angiò, francese (n. 1273)
- Teodoro Angelo, nobile bizantino
- Filippo Ghisi, nobile italiano
- Huehue Huitzilihuitl (n. 1227)
- Nogai Khan, condottiero mongolo
- Oderisi da Gubbio, miniaturista italiano
- Alexander Óg, nobile scozzese
- Gonzalo Pérez Gudiel, cardinale e giurista spagnolo
- Teodosio III di Alessandria, vescovo cristiano orientale egiziano
- Taddeo Novello da Pietrarubbia, condottiero italiano